# اچ‌دی ۸۵۷۲۵
اچ‌دی ۸۵۷۲۵ یک ستاره است که در صورت فلکی تلمبه قرار دارد.